# Julien Cazenave
Pour les articles homonymes, voir Cazenave.
Pas d'image ? Cliquez ici

a Compétitions nationales et continentales officielles uniquement.

b Matchs officiels uniquement.
Dernière mise à jour le 2 juin 2011.
Julien Cazenave, né le 15 août 1985, est un joueur de rugby à XV français évoluant au poste d'ailier ou d'arrière. Il joue depuis 2009 au CA Lannemezan.

## Biographie
Julien Cazenave découvre le rugby à XV à l'âge de 6 ans à Aubagne. Puis il rejoint l'école de rugby du Tarbes Pyrénées rugby et débute avec l'équipe première en 2005 en Pro D2 à l'âge de 18 ans. En 2006, il connaît des sélections en équipes de France universitaire. Il participe à la coupe du monde universitaire de rugby à sept en Italie et affronte l'équipe d'Angleterre universitaire et l'Espagne au rugby à XV[réf. nécessaire]. L'année suivante, il joue avec l'équipe de France de rugby à sept au tournoi de Sopot. À la fin de la saison, il rejoint le RC Vannes qui évolue en Fédérale 1. Il y reste deux saisons avant de retrouver la Pro D2 avec le CA Lannemezan en 2009. Le club lannemezanais et Cazenave redescendent en Fédérale 1 à la fin de la saison.